# 西高地白㹴
西高地白㹴（英語：West Highland White Terrier），㹴犬的一种，其祖先與凱恩㹴祖先相同，知名饲养犬种，因其独具特色的白色体毛由雙層毛構成，覆蓋至整張臉，使其臉部較為圓潤。此品種擁有聰明、學習力強及自信等優點。其原产于苏格兰，最初被用于协助捕猎狐狸和獾。
而現今的西高地白㹴為20世紀於蘇格蘭進行數個育種計劃的後代。此品種在英國依舊非常受歡迎，數次贏得克魯夫茨狗展（Crufts）獎項。该品种曾被作为“白+黑”牌苏格兰威士忌和西莎牌狗粮的吉祥物 和多种商标。於2021年AKC最受歡迎品種排名第46名

## 体貌特征

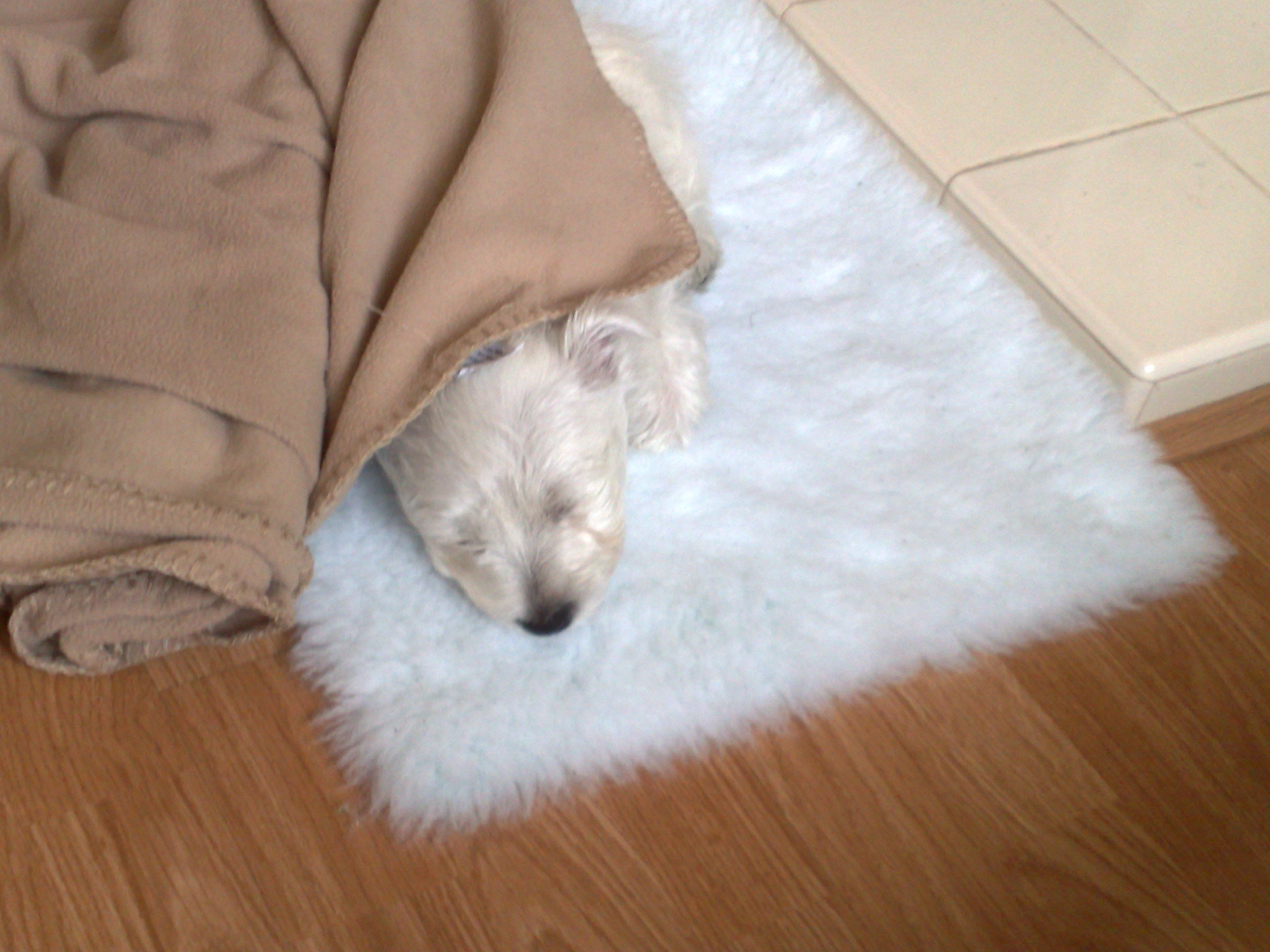
一只熟睡的西高幼犬

標準的西高地白㹴拥有一双明亮的黑色眼睛，深陷于面部，耳朵小，尖而直立。而成年雄性的体重在6.8-9.1千克之间，雌性在5.9-7.3千克之间，平均肩高在23-28厘米之间。养犬俱乐部认为，尾部应该呈“胡萝卜状”，而不可剪尾,尾巴长度应在13-15厘米之间。
西高胸部厚实，四肢强壮，头大，颚部短小紧凑，类似“剪刀型”（下颚的犬齿在前包裹上犬齿，上颚的门齿在前包裹下门齿）。它们的牙齿在相似体型的犬种中显得更大，同时骨骼更强健。
西高贴近皮肤有柔软浓密绒毛，而外层被毛则略粗大，约2英寸（约5厘米）长，需要经常修剪。有部分西高背部有“倒穗”，部分体毛向前，被认为影响该犬的质量。也有部分西高没有最外面的粗糙长毛，而只有两层柔软绒毛。
西高属于不脱毛的犬种，它们长大后，贴身的“胎毛”会在自己“挠挠”或不经意的时候脱掉。

## 犬種性格

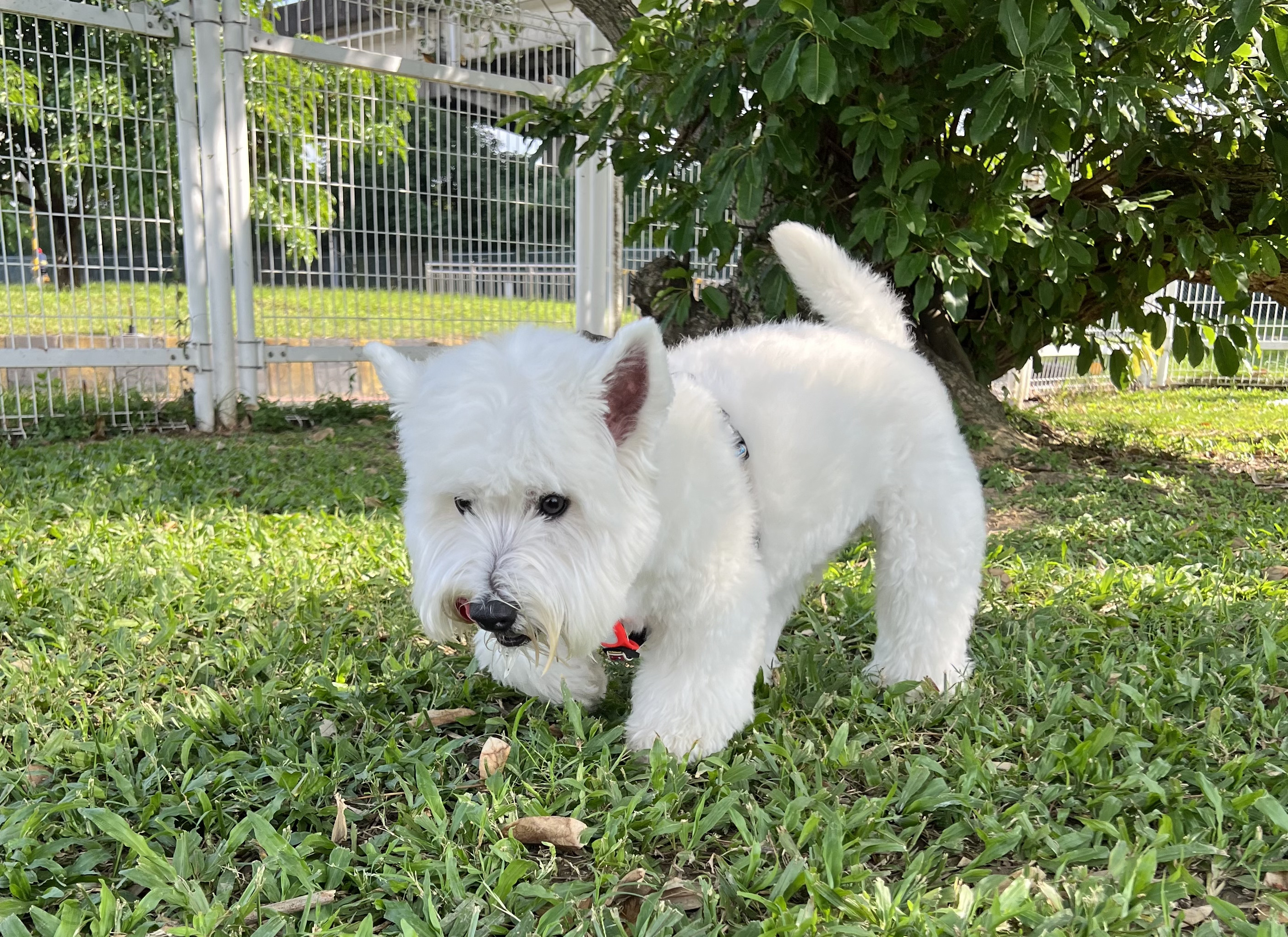
一只正在探索自然的西高地白㹴

英國養犬俱樂部（The Kennel Club）西高地白㹴育種標準指出其具有警覺、快樂、勇敢、獨立及友善等特質，而加拿大養犬俱樂部則提到其擁有開朗、忠誠及善解人意的特質，過於好鬥或懦弱則視為缺陷。

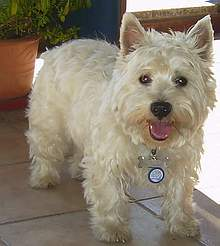
一只“微笑”的西高

## 饲养须知

### 皮膚照護
西高易患皮肤过敏，一旦患病非常顽固。过于频繁的洗浴有可能导致情况恶化，洗浴间隔应控制在一个月以上，可避免此类问题的发生。经常梳理西高的被毛，可以保持其毛色的清洁和油亮。使用不含清洁剂，或专为婴儿设计的，或其他柔性沐浴露，可以有效帮助西高的皮肤保湿。或者使用玉米粉搓毛，因玉米粉内有锌的成份，可以保护梗犬的皮肤，也能让梗犬的皮肤表面，不会有太严重的湿气产生。每周使用卫生棉棒清理西高的耳朵内部，可以清除油脂，防止感染，耳道不可水洗，一旦进水应立刻擦干，否则可能导致感染。建议每两个月修剪一次体毛，期间洗一次澡并认真梳理。
西高地白㹴如同其他㹴犬一樣，因為擁有獵犬的基因，故較其他犬種喜歡挖土及追逐小動物。

## 健康与寿命

### 平均壽命
- 美國養犬俱樂部（American Kennel Club）:13至15年[13]
- 美國西高地白㹴俱樂部（West highland White Terrier Club of America）:12至16年或更長[14]
- 法國養犬俱樂部（The French Kennel Club）:8至16年，中位數為13年.[15]

### 颅骨下颌骨骨病（Craniomandibular osteopathy，CMO）
颅骨下颌骨骨病是一种常染色体隐性遗传疾病（即子代的父母必须都携带此致病基因，并都给子代遗传了致病基因时才会发病；若父母有一方提供的健康基因，则子代健康，但有依然可能携带致病基因），有译名为「前颚骨病」，或称为「狮子颚」，英文方面則有"Westie Jaw"之術語。一旦生出有病子代的父母，无论是否发病，都带有此致病基因。此病的症状为颚部和枕骨的连接处，出现过分的骨质增生，通常情况下都是两侧发病，但也有单侧发病的情况。发病后，可以通过X光射线检测进行确诊。
此病症发病会让病犬感到剧痛，表现为在颚部被碰触或咀嚼时持续的哀鸣，精神萎靡，甚至拒绝进食。此病症多发于幼犬3个月到6个月大小时，有可能在12个月时自动痊愈。通常的治疗方法是止疼，恢复病犬的进食，期待其自然痊愈，类皮质激素也可用于此类病患的治疗。治疗要依据病情的严重性、发病位置和疼痛程度来调整，在极端情况下，会被建议安乐死。

### 皮膚病（Dermatitis）
西高地白㹴為皮膚病好發犬種，尤其異位性皮膚炎最為明顯。根據2007年美國西高地白㹴基金會（Westie Foundation of America）與美國西高地白㹴俱樂部（WHWTCA）一項調查顯示，約有四分之一的西高地白㹴曾受到異位性皮膚炎的影響，而雄性患病機率高於雌性。此疾病很可能是犬類的一種遺傳性疾病。

### 雷格-卡爾夫-柏斯氏病 （Legg-Calvé-Perthes' Disease，LCPD）
此類疾病為好發於年輕的小型純種犬及幼兒的原發性疾病，原因是因為股骨頭的血液供應受阻，股骨頭缺血，進而導致壞死。因此又稱為股骨頭缺血性壞死 （avascular necrosis of the femoral head） 或扁平髖 （coxa plana）。平均發病年齡為4至11個月大，雄性與雌性的患病機率相同，大多為單側發病，雙腿發病的機率只有12%至16%，患病後可能的症狀為變得易怒、跛行。隨著病情惡化，最後臀肌和股四頭肌將會萎縮，腿部肌肉會比健康狀態瘦小。
一般獸醫會使用X光拍攝患肢，若為此疾病則患肢骨密度會降低、髖關節的空間會增加及可能會導致髖關節脫位。若操縱患肢向外活動，會感受到活動範圍受限，髖關節可能會伴隨著刺耳的異音。
罹患此病的西高地須注意體重是否過重，體重過重會導致髖關節所受壓力過大，並建議長期服用軟骨保護劑以幫助保護軟骨。此外此疾病尚雖未被證實是遺傳性疾病，但有學者懷與遺傳有關，故建議曾罹患此病的崽犬之父母停止繁殖，避免產出的後代有機會罹患此疾病。

### 特發性肺纖維化（Idiopathic Pulmonary Fibrosis，IPF）
此類疾病有專用術語稱作"Westie Lung"，好發於高齡的西高地白㹴。主要的症狀為呼吸困難，會伴隨著運動耐受力變差、頻繁咳嗽甚至發燒。2014年的一項研究比較了兩組西高地的存活時間，一組為15隻患此病的西高地，另一組為11隻未患此病的西高地。統計的結果為，患病犬死亡率遠高於對照犬，而患病犬自出現臨床症狀開始算起，存活時間的中位數為32個月，但個體差異對生存時間影響極大。

### 髕骨異位（Patellar Luxation）
髕骨異位是指髕骨因為先天構造不良或創傷導致脫離股骨的滑車溝，為犬類最常見的骨科疾病，可分為內側異位（Medial patella luxation, MPL）與外側異位（Lateral patella luxation, LPL），其中內側好發於小型犬，而外側則好發於大型犬。於臨床上可分為四個等級，較不嚴重的第一級與第二級可以內科治療，包含限制犬隻活動、體重控制與營養素補充。一般第二級以上且有明顯症狀則需要外科治療。

### 球狀細胞白血質障礙（Globoid Cell Leukodystrophy）
球狀細胞白血質障礙是一種罕見且致命的神經退化疾病，原因是犬類的去氧核醣核酸產生變異，導致細胞產生不正常的程序，儲存酶並產生髓磷脂。隨著犬隻的成長， 髓鞘繼續成長直到約18個月。當髓磷脂損壞時，神經細胞將會受損且隨機攻擊直到所有細胞被消滅。犬隻會伴隨著虛弱、顫抖、步伐不穩與不協調等症狀，此疾病尚對於犬類未有任何治療手段，一般罹病之犬隻將會被安樂死。

### 白狗搖擺症侯群 （White Shaker Dog Syndrome）
白狗搖擺症侯群是一種好發於白色小型犬的疾病，常見於馬爾濟斯、比熊犬與西高地白㹴，罹病的原因尚未完全清楚，可能是因為免疫系統所導致，其理論認為自身免疫引起的神經傳導物質缺乏。常見的症狀有意向性震顫、頭部傾斜、四肢無力、共濟失調和痙攣。

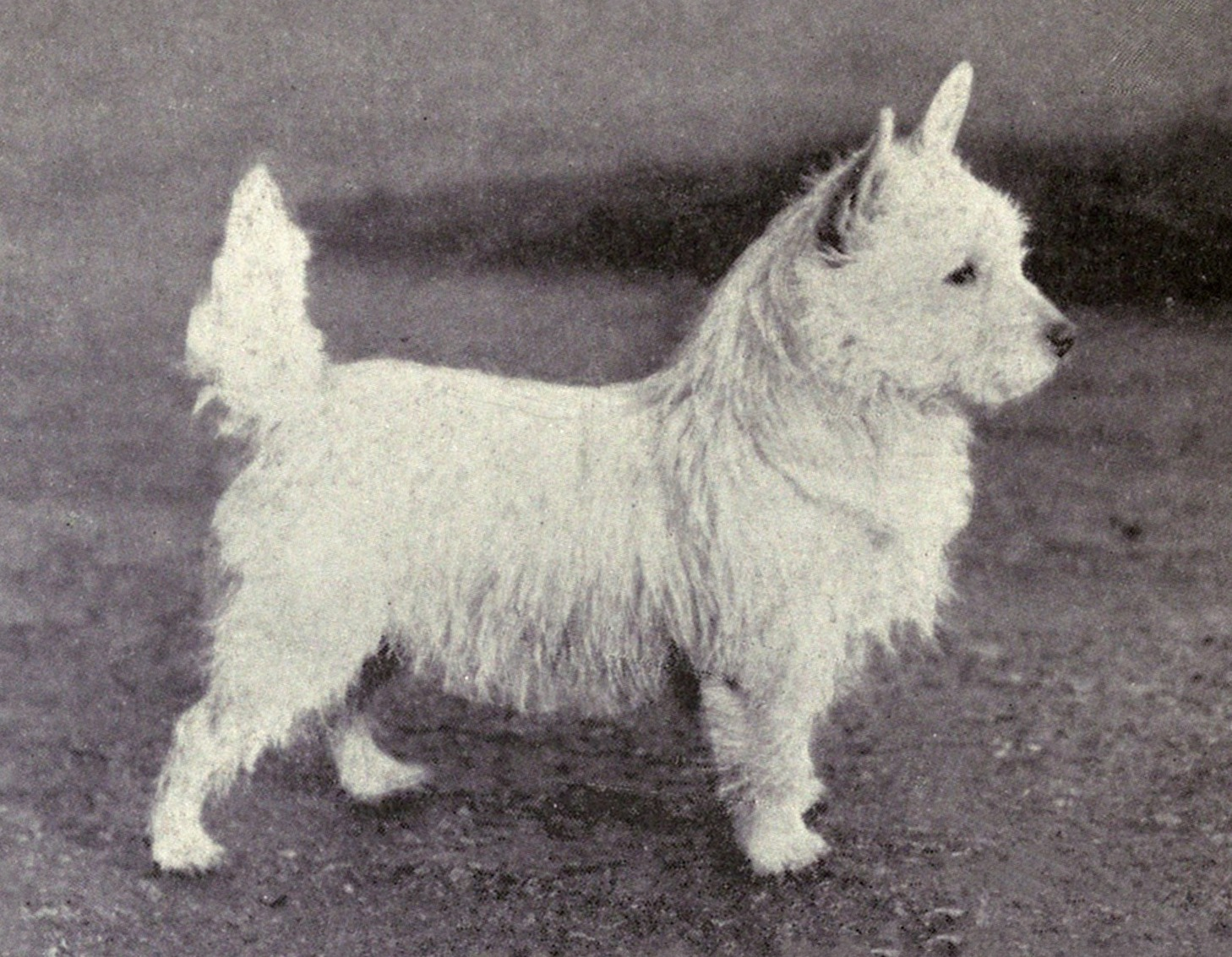
一隻西高地白梗，於1915年

## 历史

### 品種培育
一般認為是由居住在苏格兰西部阿盖尔郡的爱德华·唐纳德·马尔科姆上校（Colonel Edward Donald Malcolm）及其族人培育了現今的西高地白㹴。據說馬爾科姆上校曾有一隻紅色毛髮的狗，但某天卻被獵人誤當成狐狸而開槍射擊。自此後，馬爾科姆上校決定培育出一種新品種的白㹴，而這被人們稱之為波塔黎克㹴（Poltalloch Terrier）。第一代的波塔黎克㹴擁有沙色的毛髮並已出現立耳的特徵，這是於現代品種才有的特徵。於1903年，马尔科姆上校公開聲明他不想稱為波塔黎克㹴的創造者，並堅持為其培養的白㹴更名為西高地白㹴。
而在更早之前阿盖尔郡的第8任伯爵乔治·道格拉斯·坎贝尔培育了一批白色的蘇格蘭㹴，被稱之為罗兹尼丝㹴（Roseneath Terrier）。與此同時，來自法夫的Americ Edwin Flaxman博士從一隻母白色蘇格蘭㹴開始培育他的皮藤威姆㹴（Pittenweem Terriers），這種㹴犬無論配種的對象毛色為何，皆會產出白色的小狗。在Flaxman博士在淹死超過20隻皮藤威姆㹴的後代後，他得出了一個理論，這是蘇格蘭㹴的古老特徵正在嘗試重現。他重新致力於培育白色蘇格蘭㹴，目標是將其恢復至與深色蘇格蘭㹴相同等級，罗兹尼丝㹴與皮藤威姆㹴是否有雜交目前尚無法得知。
另一种说法认为，阿盖尔郡的第8任伯爵乔治·道格拉斯·坎贝尔（坎贝尔家族族长）才是西高地的最初培育者。
西高地在20世纪初被引入美国，最初被称为罗兹尼丝㹴，此名稱是因為坎贝尔家族所擁有的因弗雷里城堡（Inveraray Castle）位於蘇格蘭的羅斯尼思，之后被改名为原产地的称谓。有部分养狗爱好者，错误的认为西高地最初是从凯恩梗培育而来。
西高地白㹴這個名字則是首見於由L.C.R. Cameron所出版的《水獺與水獺狩獵》中（Otters and Otter Hunting）。

### 品種承認
第一個西高地白㹴俱樂部是於1904年創立，首任主席由阿盖尔郡的第10任伯爵尼爾·坎贝尔擔任。1907年，英國養犬俱樂部承認西高地白㹴為新犬種，並與同年的克魯夫茨狗展首次亮相。1908年，西高地白㹴以罗兹尼丝㹴之名進入美國，同年罗兹尼丝㹴俱樂部被AKC承認。1909年，加拿大養犬俱樂部承認西高地白㹴。

## 相關文化

### 品牌
- 英國威士忌品牌Black&White[33]以一隻黑色的蘇格蘭㹴及一隻西高地白㹴做為吉祥物。
- 寵物飼料品牌 Cesar 西莎以西高地白㹴作為其品牌的吉祥物。
- 英國百貨公司Harrods以西高地白㹴作為其品牌的吉祥物。

### 電影
- 忠狗巴比傳（Adventures of Greyfriars Bobby）:內容是取材自名為Greyfriars Bobby的斯凱㹴，但片中的Greyfriars Bobby卻選擇西高地白㹴拍攝，這一行為引起部分人士的不滿。[34]
- 致命武器3 （Lethal Weapon 3）:墨陶警官於電影一開始即帶著一隻西高地白㹴。
- 遊戲夜殺必死 （Game Night）:官方釋出的電影海報由傑森·貝特曼、瑞秋·麥亞當斯及一隻本名為"Olivia"的西高地白㹴組成，並在電影中擔任要角。[35]
- 寡婦 （Widows）:於片中出現的西高地與電影《遊戲夜殺必死》出現的西高地為同一隻三歲的西高地白㹴。

### 名人
- 巴基斯坦國父穆罕默德·阿里·真納擁有一隻杜賓犬及一隻西高地白㹴。[36]
- 英國作家 J·K·羅琳有一隻名為" Brontë"的西高地白㹴。[37]

### 電視
- 基伊與埃斯托帕歷險記（As Aventuras de Gui & Estopa）:主角"基伊"是㹴犬種。